# Freda Payne
Freda Payne Charcilia , nome completo de Freda Payne (Detroit, 19 de novembro de 1942 é uma cantora e  atriz Povo dos Estados Unidos. Payne é mais conhecida por sua carreira musical, iniciada em meados da década de 1960 até meados da década de 1980.
Seu registro musical mais notável foi o hit single "Band of Gold", lançada em 1970. Payne também foi atriz em filmes e musicais. Ela também já foi apresentadora de um talk show na TV. Ela é irmã mais velha de Scherrie Payne, uma ex-cantora do grupo vocal americano The Supremes.